# Taschorema ferulum
Taschorema ferulum là một loài Trichoptera trong họ Hydrobiosidae. Chúng phân bố ở miền Australasia.